# Matiyure
Matiyure je rijeka u Venezueli. Pritoka je rijeke Arauca i pripada porječju rijeke Orinoco.